# 빅토리앵 사르두

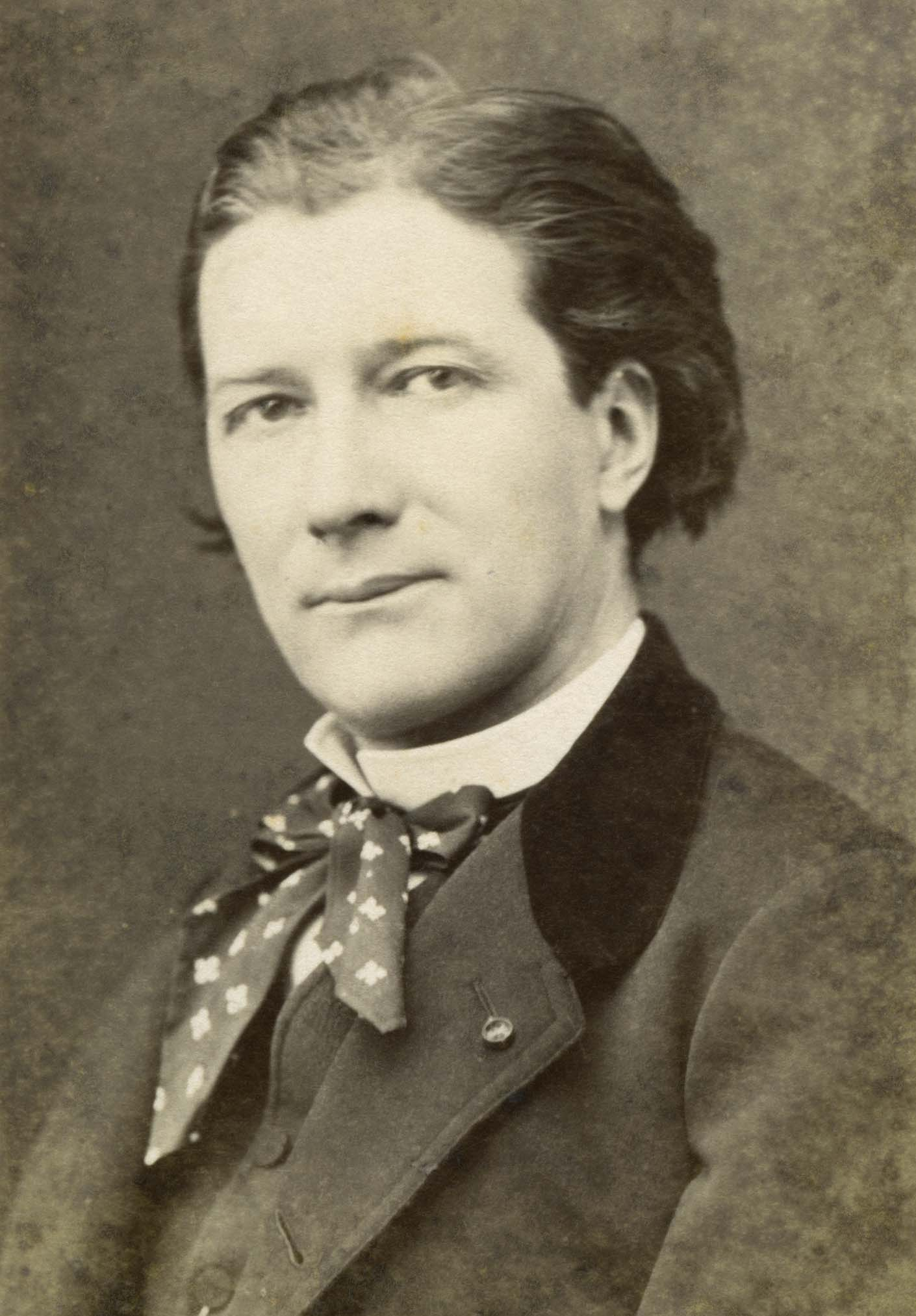

빅토리앵 사르두(Victorien Sardou, 1831년 9월 5일 ~ 1908년 8월 8일)는 19세기 후반 에밀 오지에(Emile Augier), 알렉상드르 뒤마 피스(Alexandre Dumas fils)와 더불어 프랑스의 대중극 시대를 이끈 극작가다. 빅토리앵 사르두가 작가가 되는 데 영향을 끼친 것은 크게 보아 세 가지 정도다. 첫째는 파리 오데옹 극장 무대감독의 딸이자 여배우 출신 로랑틴 드 브레쿠르(Laurentine de Brécourt)와의 결혼이다. 그녀는 매우 독립적이고 활달한 성격으로 패션 부티크를 운영하며 경제적으로 가계에 보탬을 주었을 뿐 아니라 사르두에게 당대 스타급 배우들을 소개해 주며 그가 연극계에 뿌리를 내리는 데 결정적인 도움을 주었다. 둘째는 몇몇 살롱들을 드나들며 문학적 토양을 쌓은 것이다. 살롱 출입을 통해 사르두는 예술계에 종사하는 사람들과 교류하며 다방면에 식견을 쌓았고, 특히 시력이 좋지 않은 살롱 안주인을 위해 희곡을 낭독하면서 극문학과 연기에 관심을 두게 되었다. 셋째는 나폴레옹 3세의 궁정에 소개되어 왕실 초대 손님들을 위해 연극 공연을 제공한 것이다. 그는 왕실의 호의에 힘입어 1860년부터 1865년까지 네 편의 작품들을 왕실극장에서 공연했고, 이를 계기로 1864년에는 레지옹 도뇌르 훈장을 받았으며, 황제 주선으로 궁정 관료로 승진하기도 했다. 더욱이 사교계와 문학계의 거물인 마틸드 공주가 주관하는 살롱에서 내로라하는 인사들과 교분을 나누며 훗날 프랑스 학술원 회원으로 선출(1877)되는 영광을 누리기도 했다.
극작가로서 경력은 1854년 스물세 살 때 발표한 〈학생들의 선술집(La Taverne des étudiants)〉이라는 대중극으로 시작되었다. 이후 희극, 보드빌, 풍속 드라마, 역사 드라마, 정치 풍자극, 몽환극, 아동극에서 오페라, 오페라 코미크, 소설, 연재소설에 이르기까지 자신의 역량을 한껏 발휘하며 50여 년간 60여 편이 넘는 작품들을 발표했다. 희극 장르에서는 프랑스 희극의 대표 작가들인 17세기의 몰리에르, 18세기의 보마르셰, 19세기 전반부의 스크리브를 잇는 차세대 희극 작가로 인정받았고, 드라마 장르에서는 비극과 희극 장르를 뒤섞는 낭만주의적 경향을 보여 준다는 평가를 받았다.
당대 평단의 사르두에 대한 평가는 다소 인색했다. 작가로서 경력을 대중적인 작품들로 시작한 탓에 그의 연극은 재미와 오락을 추구하는 통속극, 불바르 연극으로 낙인찍혀 폄훼되었다. 그러나 그의 극작은 이후 꾸준히 외연을 확장하고, 깊이를 더하면서 미학적 완성도를 확보했다. 그 결과 그의 작품들은 20세기 들어 다양한 매체로 재연되며 지속적인 생명력을 보여 주고 있다.